# Hübscher Bühel
Der Hübsche Bühel (in Karten fälschlich Sünser Kopf) ist ein 2032 m ü. A. hoher Nebengipfel des Hochblankens im Bregenzerwaldgebirge. Er liegt auf der Gemeindegrenze zwischen Dornbirn, Mellau und Damüls. Der blaue See ist etwa 1000 m entfernt, die Portlaalpe etwa 2600 m und das Furkajoch etwa 3,6 km.

## Lage
Der Hübsche Bühel ist Teil der Gruppe der Damülser Berge und ein eher unscheinbarer Gipfel. Er ist auf der östlichen, südlichen und westlichen Seite ganz von Gras bewachsen und es befindet sich kein Gipfelkreuz darauf, lediglich ein Vermessungsstein aus Granit. Auf der nördlichen Seite ins Mellental fällt der Berg schroff ab.

## Benachbarte Gipfel
Im Süden, etwa 1300 m entfernt, befindet sich das Portlahorn (2010 m ü. A.), im Westen, etwa 800 m entfernt die Sünser Spitze (2061 m ü. A.) und im Nordosten in etwa 600 m Luftlinie der Ragazer Blanken (2051 m ü. A.).

## Wandern
Der nächstgelegene Wander-Stützpunkt ist die Portlaalpe (1710 m ü. A., nur im Sommer bewirtschaftet) und das Freschenhaus (1846 m ü. A.). Auch andere umliegende Alpen (z. B. Sünser Alpe oder die Oberdamülser Alpe) sind nur im Sommer bewirtschaftet.
Der Aufstieg auf den Hübschen Bühel ist von mehreren Ausgangspunkten möglich, so z. B. aus Damüls, Oberdamüls oder der Portlaalpe. Der kürzeste Weg führt von der Portlalpe über das Portlafürkle in Richtung Sünser Joch.
Der Weg über die Portlaalpe (Nähe Furkajoch) auf den Berggipfel kann in etwa einer Stunde bewältigt werden (322 Höhenmeter).
Von Damüls kommend über die Sieben Hügel, das Sünser Joch auf den Hübschen Bühel kann der Rückweg über die Alpe Oberdamüls (1667 m) gewählt werden. Diese Rundwanderung benötigt etwa im Gesamten 5 bis 6 Stunden (etwa 620 Höhenmeter).

## Karten
- Kompass Karte 1:50.000, Blatt 2 Bregenzerwald – Westallgäu